# Robert F. Kennedy Memorial Stadium
Robert F. Kennedy Memorial Stadium (of RFK Stadium) was een stadion in Washington D.C. Het stadion was de thuisbasis van DC United, een club in de hoogste voetballiga van de Verenigde Staten (de Major League Soccer). RFK Stadium bood ruimte aan 46.000 toeschouwers.
Het stadion werd geopend in 1961 en was vernoemd naar Robert F. Kennedy. Oorspronkelijk heette het D.C. Stadium. Het stadion diende van 1962 tot 1971 als thuisbasis voor de Washington Senators uit de Major League Baseball (MLB). Van 1961 tot 1996 was het stadion ook de thuisbasis van Washington Redskins, een American footballteam uit de National Football League (NFL). Het was ook het tijdelijke onderkomen van de Washington Nationals uit de Major League Baseball, van 2005 tot 2007.
In het stadion vonden tevens concerten plaats. Het Tibetan Freedom Concert in 1998 moest worden stopgezet toen enkele toeschouwers door bliksem getroffen werden. In 2001 werd het United We Stand: What More Can I Give-benefietconcert in het stadion gehouden om geld in te zamelen voor de slachtoffers van de aanslagen op 11 september 2001.
In 2021 zou het stadion gesloopt gaan worden. Dit is uitgesteld omdat de eigenaar eerst alle oude stoeltjes wilde verkopen. In januari 2023 is de sloop echt begonnen.

## Voetbaltoernooien

### WK Interlands
Tijdens het Wereldkampioenschap voetbal 1994 werden vijf wedstrijden in het stadion gespeeld, eindigend met de achtste finale tussen Spanje en Zwitserland op 2 juli 1994. Tijdens de Olympische Zomerspelen 1996 werd ook een reeks voetbalwedstrijden in het stadion gehouden.
| № | Datum        | Wedstrijd                 | Uitslag | Competitie             | Toeschouwers |
| - | ------------ | ------------------------- | ------- | ---------------------- | ------------ |
| 1 | 19 juni 1994 | Noorwegen – Mexico        | 1 – 0   | WK 1994 Groepsfase (E) | 52.395       |
| 2 | 20 juni 1994 | Nederland – Saoedi-Arabië | 2 – 1   | WK 1994 Groepsfase (F) | 50.535       |
| 3 | 28 juni 1994 | Italië – Mexico           | 1 – 1   | WK 1994 Groepsfase (E) | 52.535       |
| 4 | 29 juni 1994 | België – Saoedi-Arabië    | 0 – 1   | WK 1994 Groepsfase (F) | 52.959       |
| 5 | 2 juli 1994  | Spanje – Zwitserland      | 3 – 0   | WK 1994 Achtste finale | 53.121       |

### CONCACAF Gold Cup
Dit stadion is verschillende keren uitgekozen als gaststadion tijdens een toernooi om de Gold Cup, het voetbaltoernooi voor landenteams van de CONCACAF. Tijdens de Gold Cup van 2009 en 2011 was dit stadion een van de stadions zijn waar voetbalwedstrijden werden gespeeld.
| № | Datum        | Wedstrijd                   | Uitslag | Gold Cup    | Toeschouwers |
| - | ------------ | --------------------------- | ------- | ----------- | ------------ |
| 1 | 8 juli 2009  | Haïti – Grenada             | 2 – 0   | Groepsfase  | 26.079       |
| 2 | 8 juli 2009  | Verenigde Staten – Honduras | 2 – 0   | Groepsfase  | 26.079       |
| 3 | 19 juni 2011 | Jamaica – Verenigde Staten  | 0 – 2   | Kwartfinale | 45.423       |
| 4 | 19 juni 2011 | Panama – El Salvador        | 1 – 1   | Kwartfinale | 45.423       |